# Hale tatrzańskie

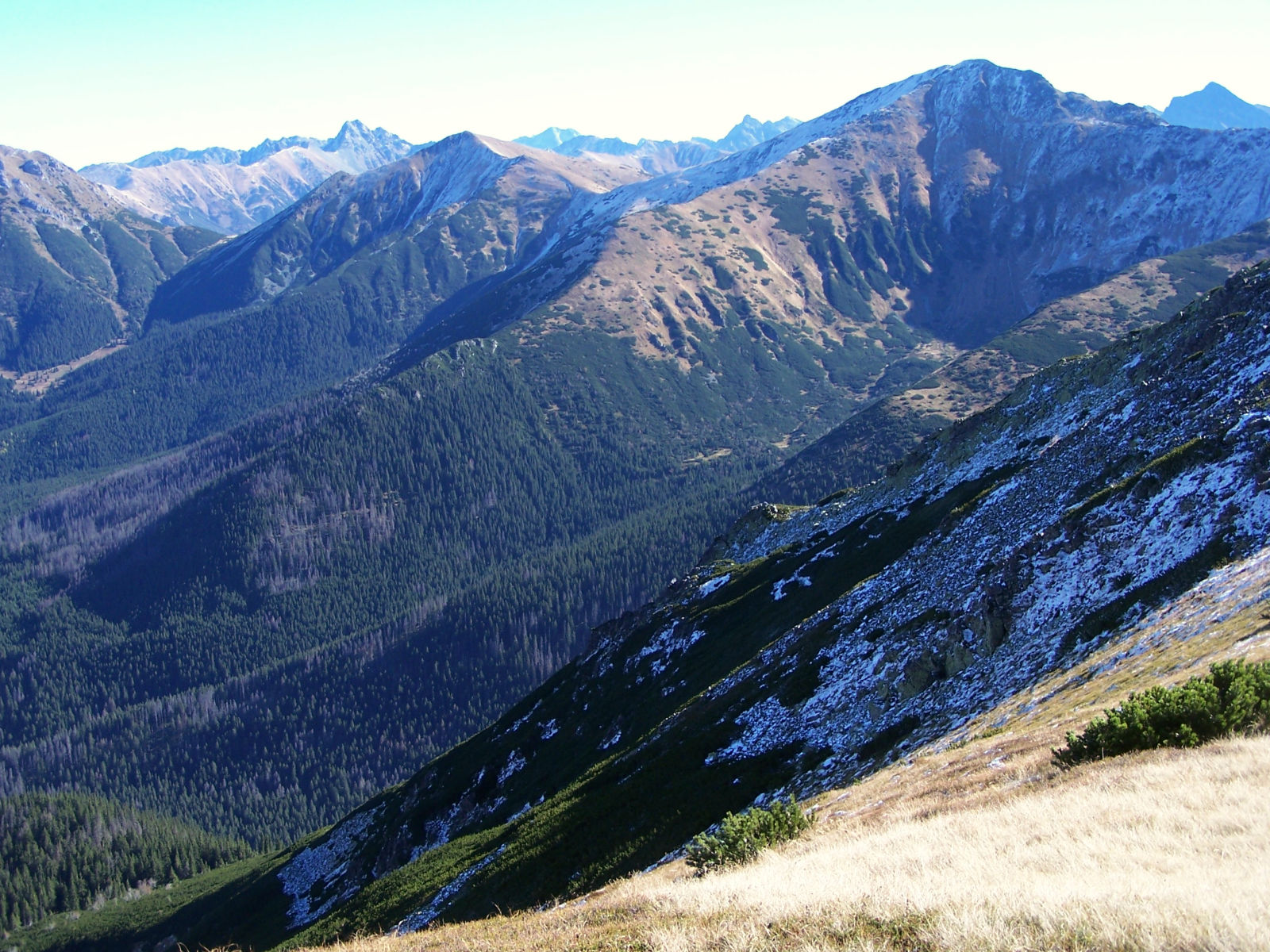
Tereny dawnej Hali Tomanowej i Hali Smreczyny

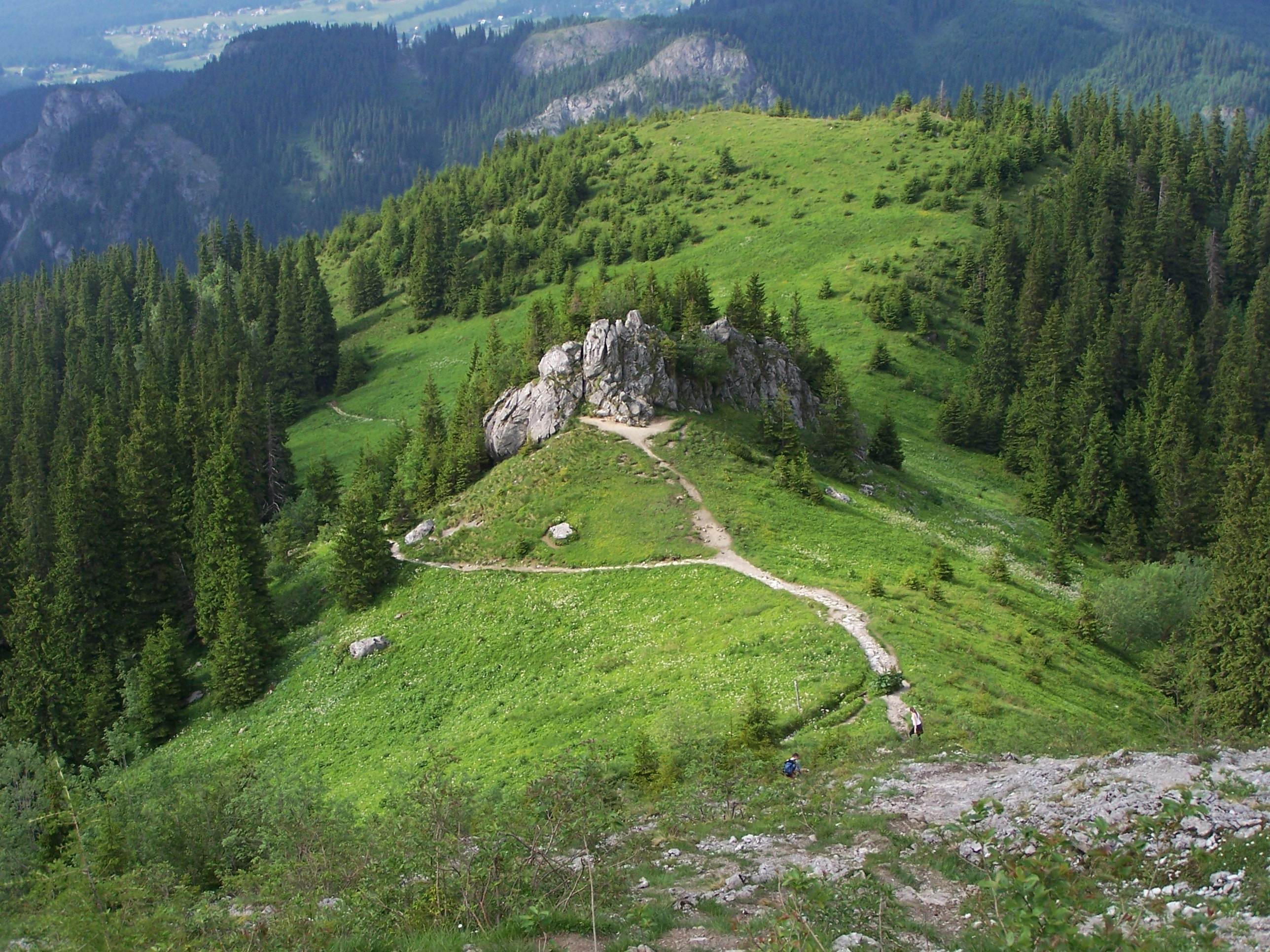
Część Hali Upłaz w rejonie skały Piec

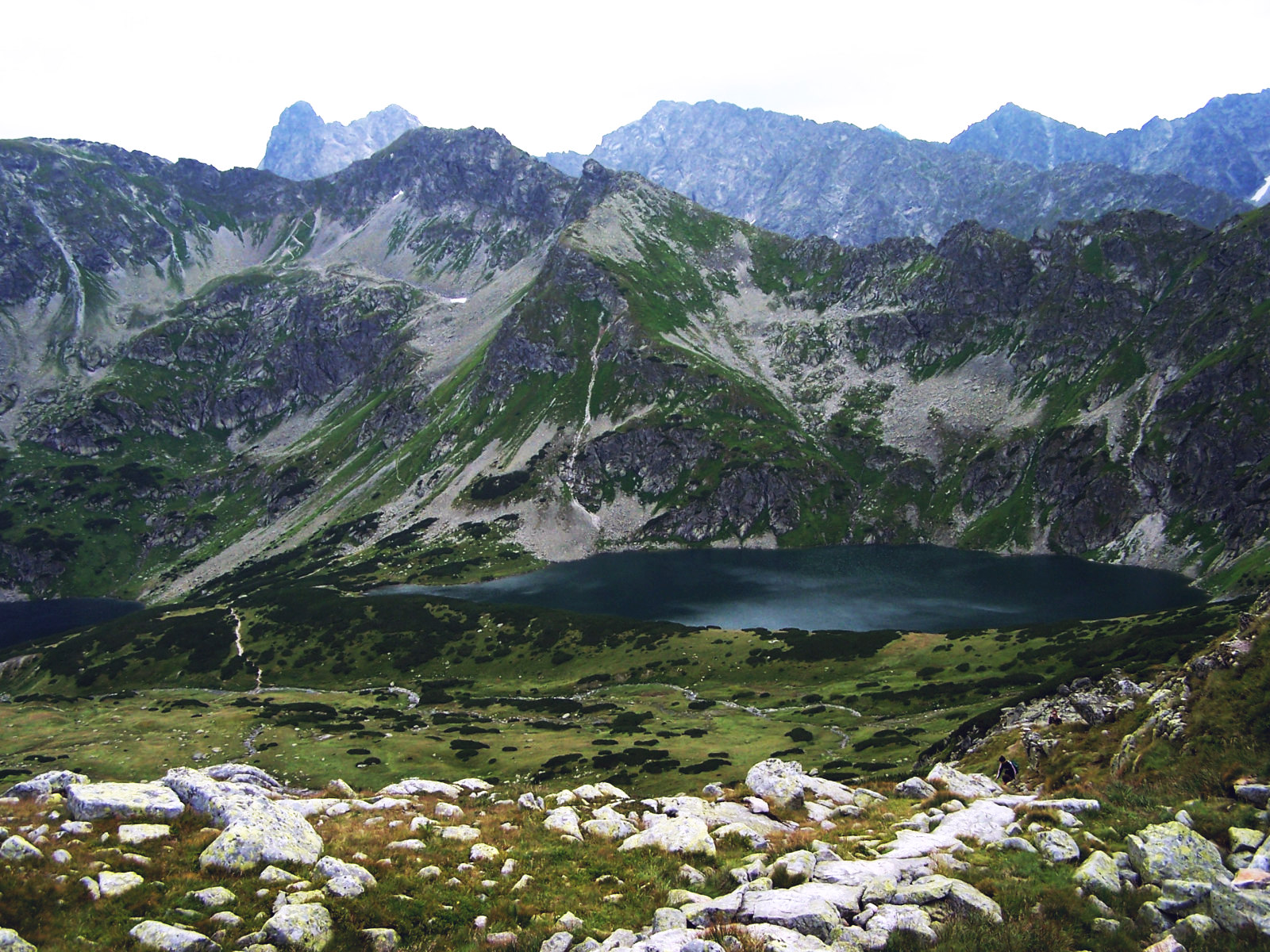
Wysokogórska hala w Dolinie Pięciu Stawów Polskich

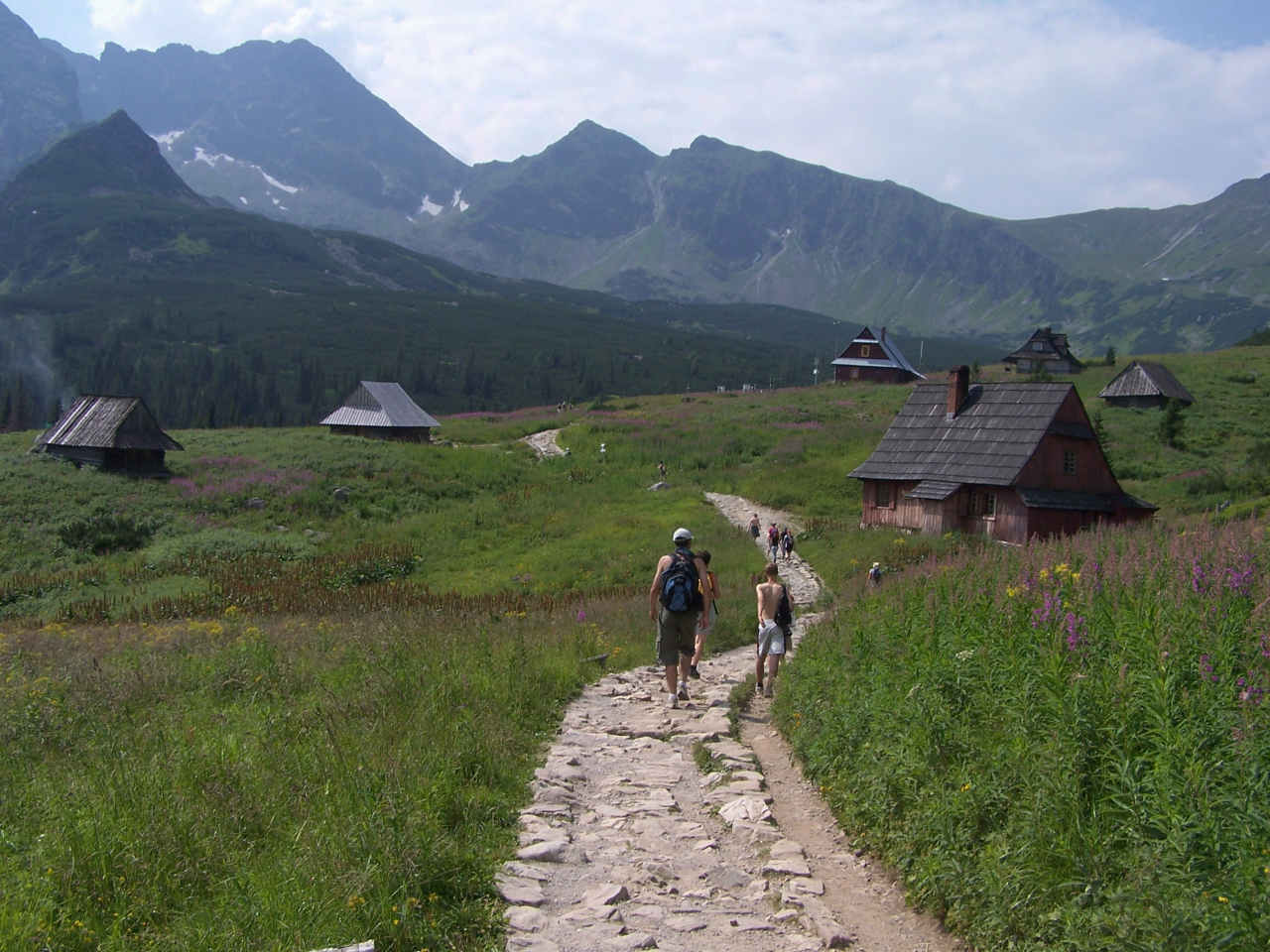
Hala Gąsienicowa

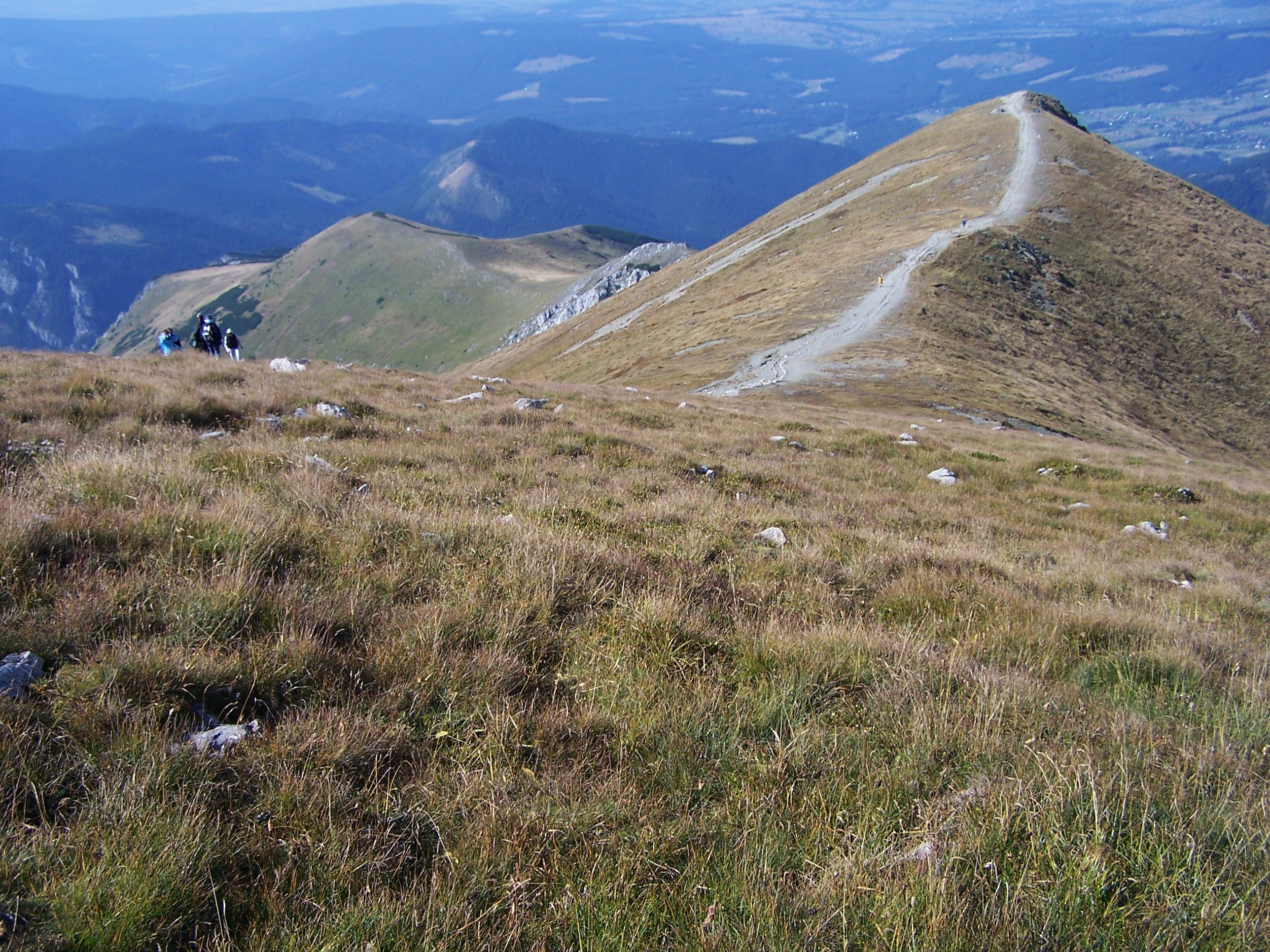
Wysokogórskie hale na Ciemniaku w Tatrach

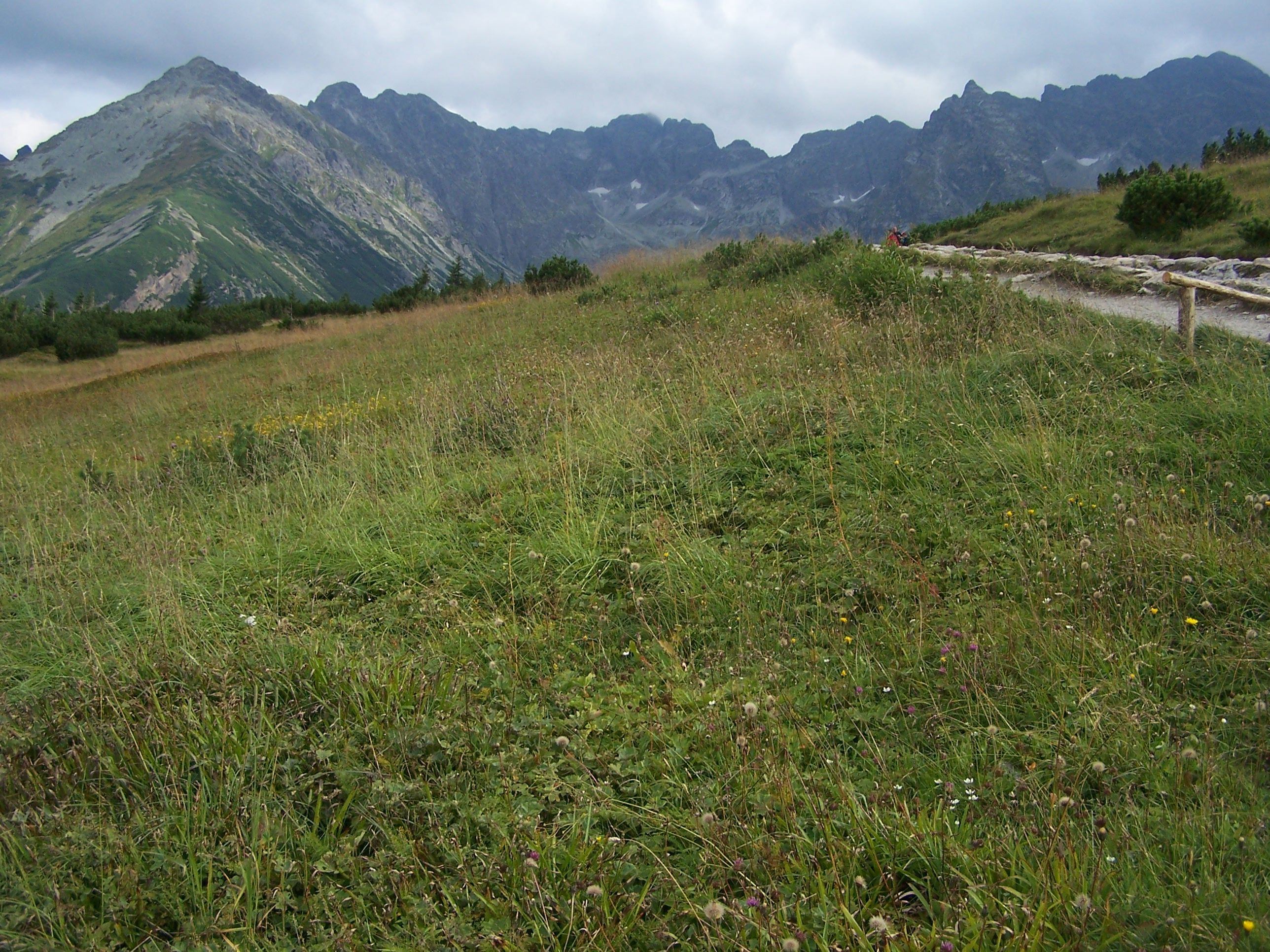
Hala Królowa

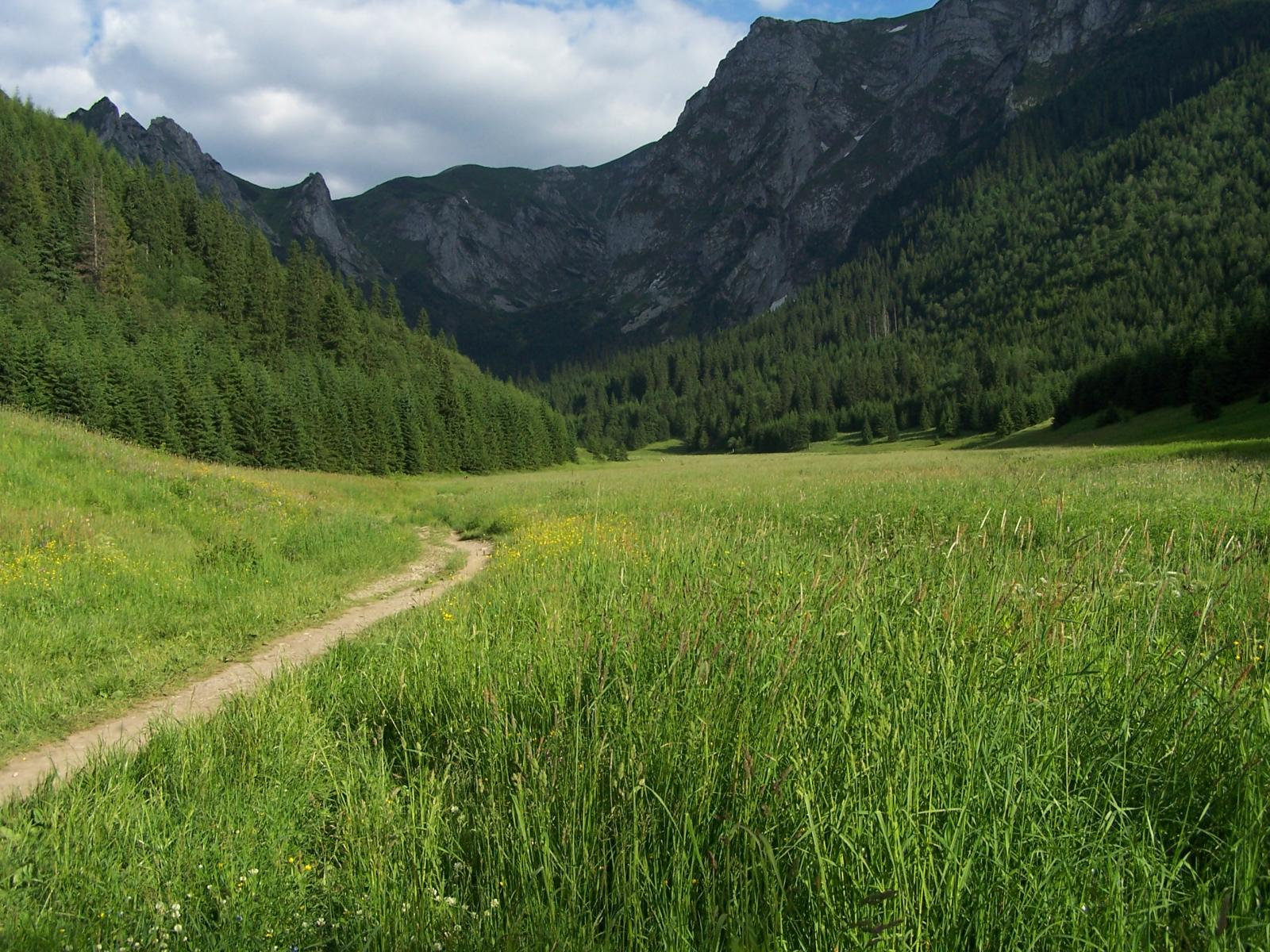
Hala Mała Łąka

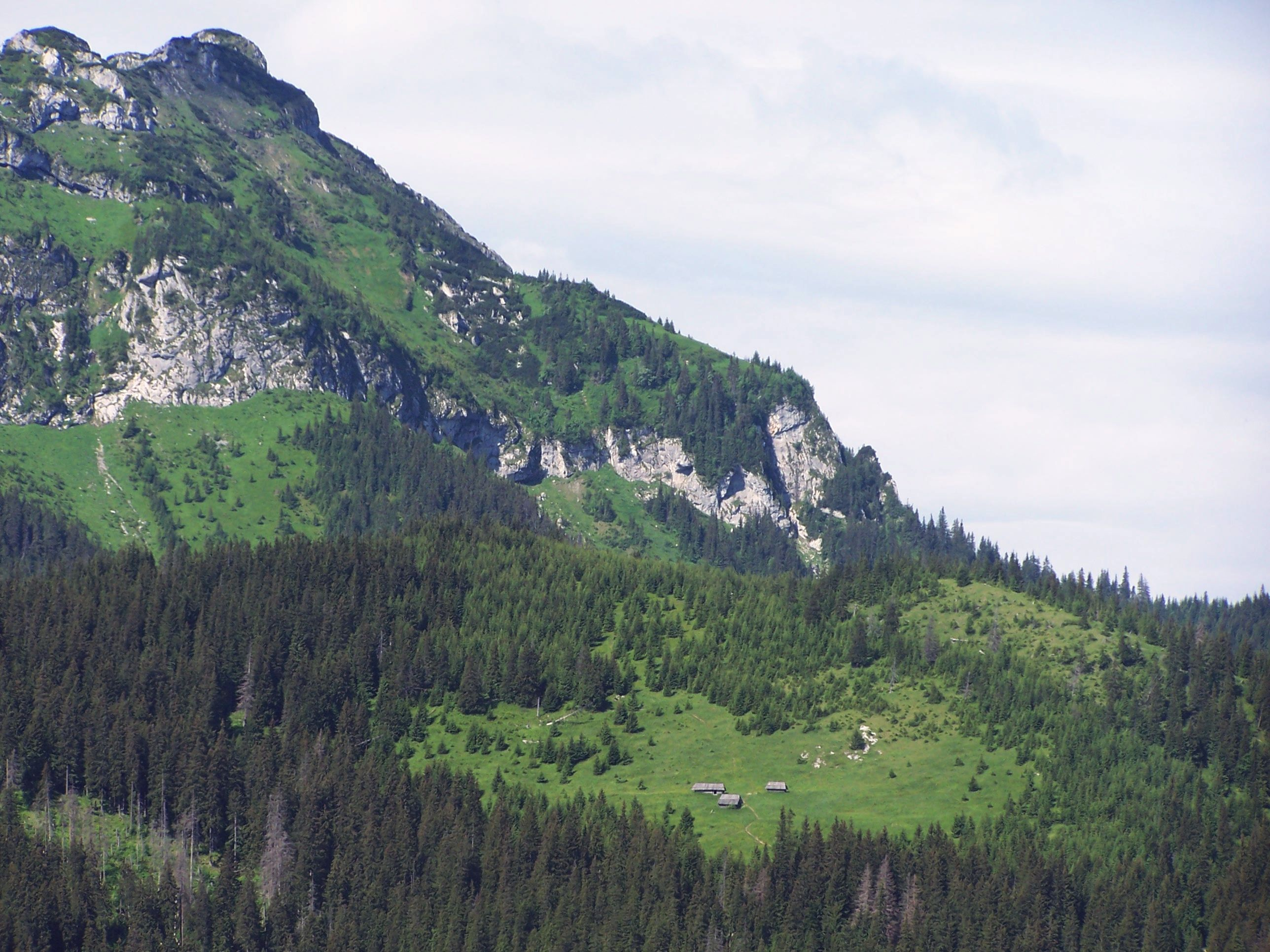
Hala Stoły

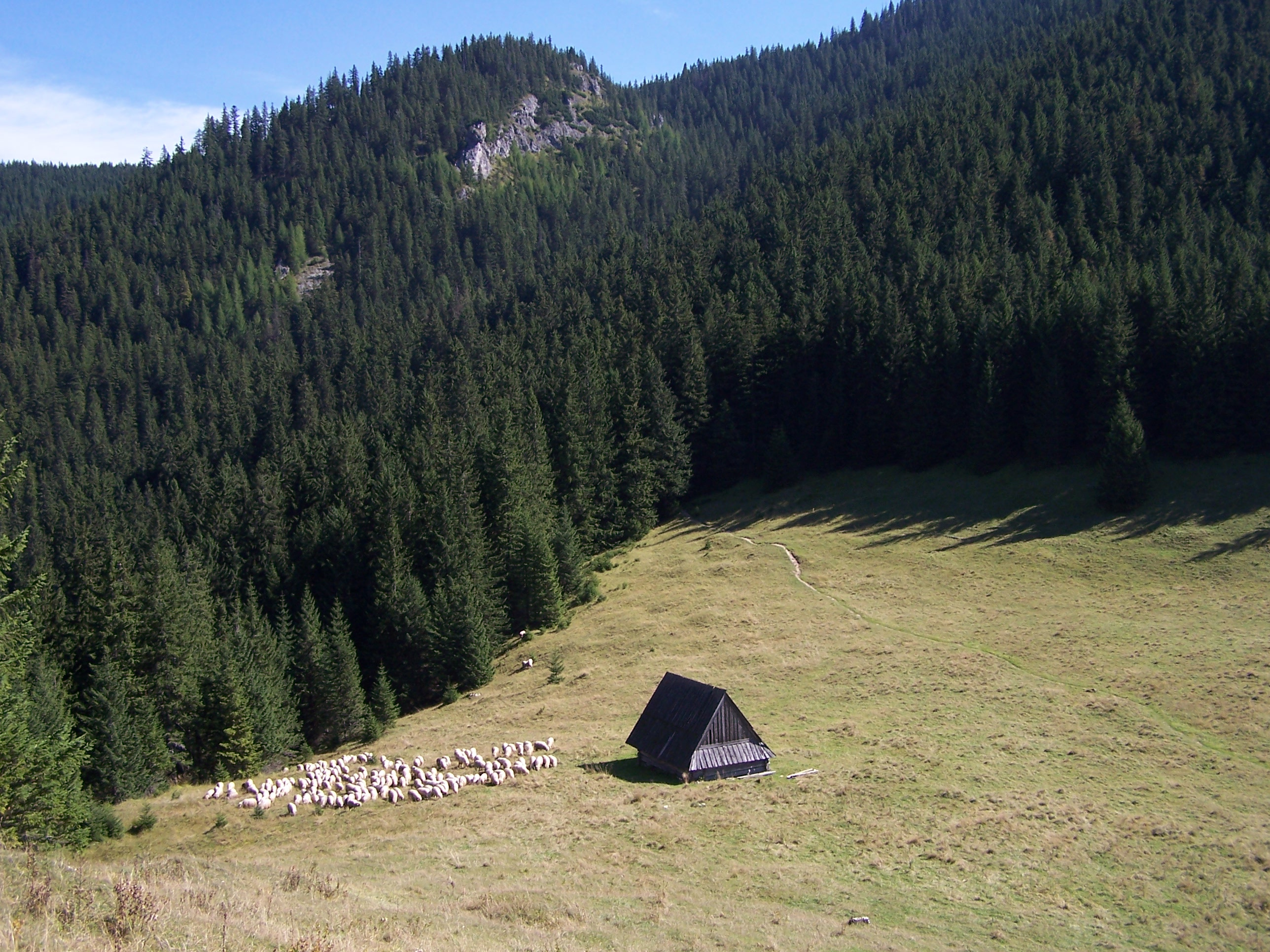
Kulturowy wypas na polanie Jamy (część dawnej Hali Kominy Dudowe)

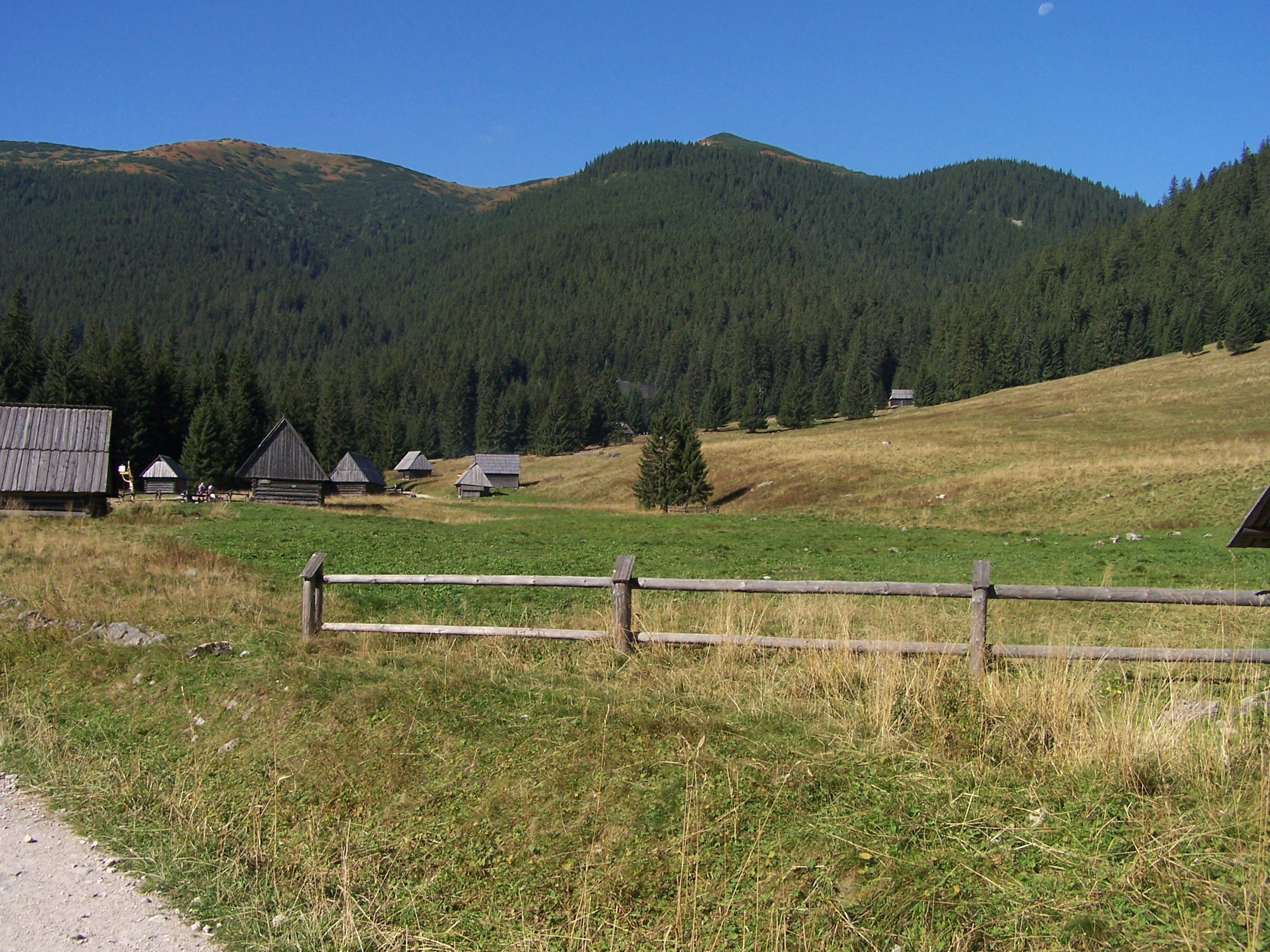
Wypasana do dzisiaj Polana Chochołowska z szałasami

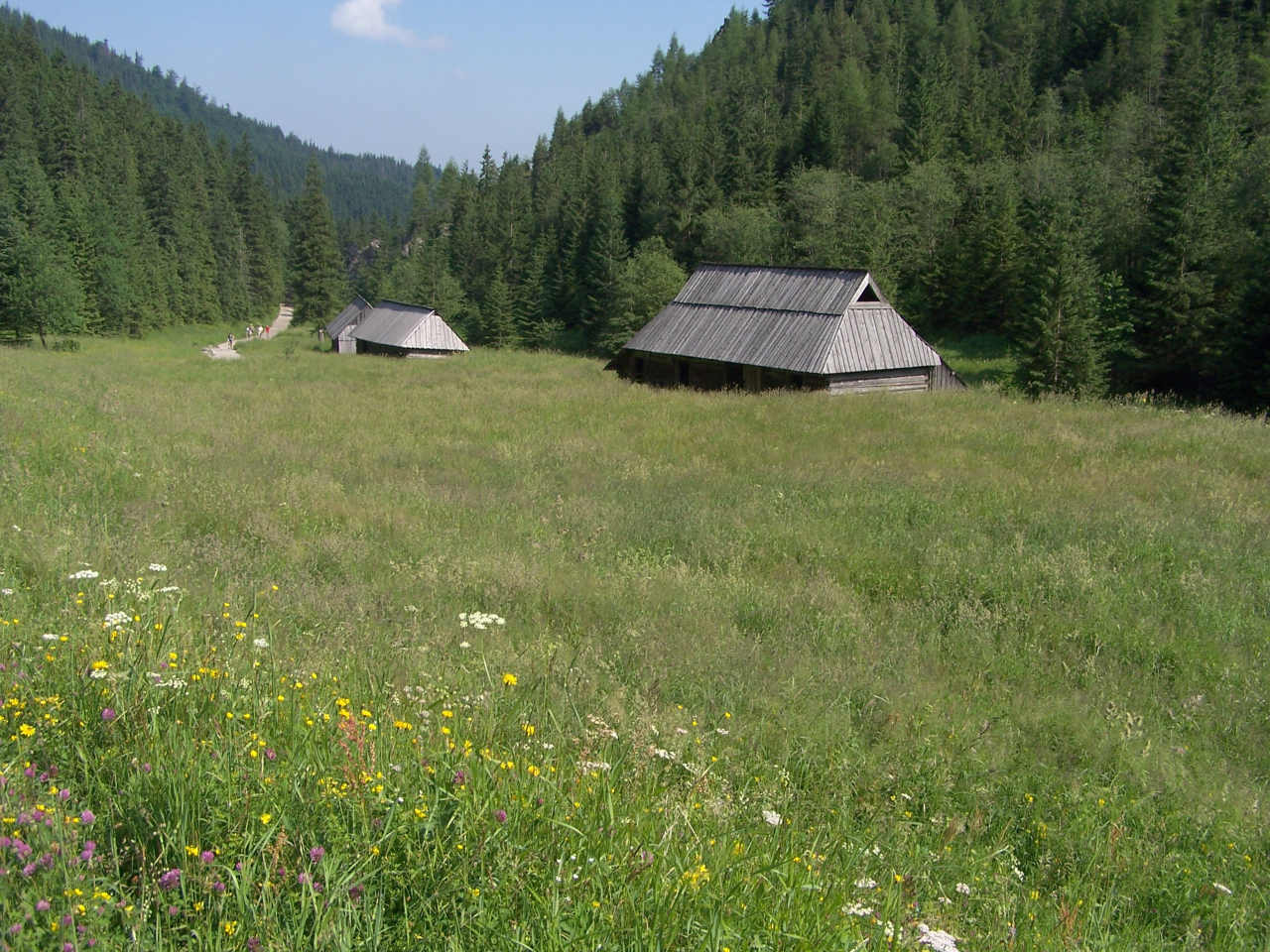
W celu przeciwdziałania zalesieniu na polanie Jaworzynce usuwany jest nalot drzew i krzewów

Hale tatrzańskie – w rozumieniu pasterskim i gospodarczym hala w Tatrach oznaczała cały obszar położony w górach nadający się do wypasu i należący do jednego właściciela lub grupy właścicieli, często też od nazwiska właściciela brała swoją nazwę, np. Hala Goryczkowa, Hala Gąsienicowa, Hala Skupniowa. Hal w rozumieniu pasterskim nie należy wprost utożsamiać z obszarami łąk wysokogórskich, tworzących piętro halne.

## Obszar hali
Oprócz polan hala obejmowała także płaśnie, równie, upłazy, piarżyska, obszary zarośnięte kosodrzewiną, a nawet las. Ponadto górale mieli w cerklu przylegającym do hali specjalne przywileje do wypasania, tzw. serwituty (służebności). Np. ogólna powierzchnia Hali Pisanej (Wyżniej i Niżniej) wynosiła 95,24 ha, z tego właściwe pastwiska stanowiły tylko 12,50 ha, resztę stanowiły halizny (18,00 ha), lasy (9,42 ha), kosodrzewina (3,40 ha) i nieużytki (51,92 ha). Powierzchnia służebności tej hali wynosiła 123,88 ha. Tak rozumiane hale sięgały od regla dolnego po szczyty gór, np. Hala Upłaz ciągnęła się od wysokości nieco ponad 1000 m n.p.m. aż po szczyt Ciemniaka (2096 m).
Hala mogła obejmować całą dolinę (jak np. Hala Mała Łąka) lub jej część (jak np. Hala Smytnia czy Hala Pisana w Dolinie Kościeliskiej). W skład hali mogła wchodzić jedna lub więcej polan, równi czy płaśni, na których znajdowały się szałasy. Górale przez halę rozumieli zasadniczo teren nadający się do wypasu, ale niekoszony. Polana natomiast różniła się od hali tym, że była koszona. Polana nie musiała być ze wszystkich stron otoczona lasem, jeśli którąś część hali koszono, to również nazywano ją polaną. Turyści często błędnie nazywają każdą górską łąkę czy polanę halą, błędnie też ograniczają pojęcie hali tylko do tej jej części, która jest trawiasta i na której stoją szałasy. Polany z reguły wchodziły w skład hali, ale istniały także polany samodzielne, jak np. Siwa Polana.
Po północnej (polskiej) stronie Tatr występował bardziej wyraźny podział na długotrwałe hale niż po stronie południowej (dawniej węgierskiej), gdzie na ogół częściej zmieniali się ich właściciele. Liczba hal była zmienna w czasie – początkowo rosła w wyniku zajmowania na potrzeby pasterstwa coraz nowszych obszarów, później niektóre zanikały. W okresie najbardziej intensywnego pasterstwa (koniec XIX i początek XX wieku) wszystkich hal w polskich Tatrach było ponad 40. Niektóre niżej leżące hale zostały przekształcone na pola uprawne, jak np. Hala Toporowa, inne podzielone zostały na mniejsze, jak np. Hala Wołoszyńska. Hala Trzydniówka została wykupiona na potrzeby gospodarki leśnej, Hala Pyszna jeszcze przed II wojną światową została wykupiona i zamieniona na ścisły rezerwat przyrody Tomanowa-Smreczyny.

## Powstawanie hal
Jeszcze w XIII w. Tatry i całe Podhale pokryte były pierwotną puszczą. Początkowo osadnictwo ludności w dolinach było bardzo szczupłe. Pierwsze hale w Tatrach powstały w wyniku działalności pasterskiej Wołochów, których kolejne fale przybyły na te tereny wzdłuż łuku Karpat z Półwyspu Bałkańskiego w XV i XVI wieku. Z czasem Wołosi wchłonięci zostali przez przeważającą liczebnie ludność miejscową, która przejęła od nich formy gospodarki najbardziej wydajne w warunkach górskich (pasterstwo) oraz tradycje i zwyczaje pasterskie. Początkowo wypasano głównie na trawiastych terenach powyżej kosodrzewiny w piętrze halnym, później wycinano bądź wypalano polany.
Tatry były wówczas własnością królewską. W zamian za daniny i czynsze na rzecz króla, ludność miejscowa otrzymywała zezwolenia na wyrabianie polan i wypasanie hal oraz przywileje (tzw. serwituty), uprawniające ją do zbierania opału, wypasania w lasach królewskich, pozyskiwania w nich drewna na potrzeby budowlane i polowań. Przywileje nadawane były zwykle rodom sołtysim z określonych miejscowości. Zachowane akty tych nadań informują, że np. król Zygmunt III Waza nadał w 1595 roku Tomaszowi Miętusowi, będącemu osadźcą wsi Ciche, pastwiska w górach w Dolince i Przysłopi. Są to tereny Doliny Miętusiej – nazwa doliny, podobnie jak hali, polany i przełęczy (Przysłop Miętusi), pochodzi właśnie od nazwiska tego pierwszego właściciela. Później, gdy Tatry stały się prywatną własnością, serwituty ograniczono tylko do zbierania chrustu, drzewa leżącego na ziemi, owoców i grzybów.
Wołosi również płacili daniny za użytkowanie hal. Osadnictwo wołoskie wywarło na Podhalu duży wpływ na zwyczaje i nazewnictwo. Pochodzenia wołoskiego są np. nazwy wsi Murzasichle, Olcza, Zubsuche. Wschodnioromańskie korzenie mają też słowa bryndza, ciupaga, gieleta oraz nazwy niektórych szczytów, jak np. Wołoszyn czy Kiczora.

## Problematyka pasterska
Początkowo, gdy ludność była jeszcze nieliczna, wypas nie stanowił dla Tatr wielkiego problemu. Wiosną wypasano na terenie wsi, na hale wypędzano stada dopiero wówczas, gdy na polanach i upłazach podrosła trawa. Szkody wyrządzone Tatrom przez pasterstwo szybko zabliźniały się. Ludności jednak ciągle przybywało, a wraz z nią wzrastała liczba stad. W drugiej połowie XIX wieku sytuacja stała się już dramatyczna. Wskutek podziałów ziemi rolne grunty na wsi uległy takiemu rozdrobnieniu, że nie wystarczały już do wyżywienia owiec i bydła, większość niewielkiego kawałka ziemi posiadanego przez rodzinę musiała być przeznaczona na pole uprawne. Wypasanie w Tatrach stało się koniecznym warunkiem przeżycia rodziny. Hale, należące początkowo do jednego rodu, głównie w wyniku dziedziczenia stały się z czasem własnością setek rodzin z wielu wsi. Tak np. gdy Skarb Państwa w 1961 r. wykupywał od górali Halę Gąsienicową, miała ona aż 381 właścicieli. Sporo bywało takich właścicieli, którzy mieli prawo do wypasu tylko jednej owcy, albo nawet jednej raci (tzn. 1 owcy raz na 4 lata!) na danej hali. Nie mając gdzie wypasać, każdy gazda starał się jak najwcześniej wiosną oddać bacy owce do wypasu, a ten z konieczności wypędzał je w Tatry, gdy trawa na halach jeszcze nie podrosła. Górale mówili: „Tam jest nasza dziedzina, tam mamy swoje starodawne przywileje nadane nam jeszcze przez królów polskich”. Często bacy nie udawało się zdobyć do wypasu polany u podnóża Tatr (tzw. przepaski), gdzie mógłby przetrzymać stado do czasu, gdy na halach podrośnie trawa. Z desperacji wypędzał je w Tatry, pasąc bezprawnie na cudzych polanach lub w lesie państwowym. Było to oczywiście źródłem stałych konfliktów. Bywało, że baca zmuszony bywał paść na halach, zanim trawa zdążyła się na nich rozkrzewić.
Polany przeznaczone do koszenia były wyłączone z wypasu. Właściwym terenem wypasowym hali były tzw. halizny (kamienisto-trawiaste zbocza, upłazy, grzędy) i las należący do serwitutu danej hali. Już pod koniec XIX wieku nie było w Tatrach takiego skrawka halizn i lasu, przez który juhasi nie przepędziliby kilkakrotnie w ciągu roku stad, mimo zakazów administracji leśnej. Nawet pozornie niedostępne, bardzo strome zbocza z niewielkimi półkami skalnymi wypasane były przez puszczone luzem barany lub kozy. Liczba wypasanych owiec, krów, wołów i kóz przerosła możliwości Tatr.
W czasie II wojny światowej pasterstwa w Tatrach nikt nie kontrolował. W 1946 roku liczba wypasanych sztuk wyniosła 22 402 owiec oraz 1115 sztuk bydła. Nadmierny wypas spowodował erozję stromych zboczy. Rozdeptana ostrymi raciczkami owiec gleba, zwłaszcza namoknięta po deszczu, została zmyta przez rwącą stokami wodę w czasie gwałtownych opadów, np. stoki Jaworzynki, Wielkiego Kopieńca, Skupniowego Upłazu i wiele innych stały się kamienną pustynią. Ogromne szkody wyrządził też wypas w lasach. Znacznie zmniejszyła się powierzchnia zajmowana przez kosodrzewinę, co przyczyniło się do powstawania w zimie potężnych lawin. Pasterze tępili świstaki, a psy pasterskie płoszyły kozice i inne zwierzęta. Rozwiązanie problemu pasterstwa w Tatrach stało się naglącą koniecznością.

## Hale obecnie
Rozwiązanie problemu nadmiernej eksploatacji pasterskiej Tatr stało się możliwe dopiero po II wojnie światowej, gdy stworzono góralom możliwość zastępczego wypasania owiec w rejonach po wysiedlonych Łemkach w Bieszczadach, Pieninach i Beskidzie Sądeckim. Z możliwości tej, mimo że nowe tereny pasterskie przedstawiały dużo większe wartości użytkowe niż hale tatrzańskie, skorzystali jednak tylko nieliczni górale. Górale nie chcieli też stosować się do narzucanych im ograniczeń w użytkowaniu hal, mających na celu ochronę przyrody. Z braku możliwości dobrowolnego porozumienia się z właścicielami hal i wobec postępującego niszczenia przyrody Tatr Rada Ministrów w dniu 8 grudnia 1960 roku podjęła uchwałę o przymusowym wykupie lub wymianie na inne obszary wszystkich prywatnych własności w Tatrach. Dokonano tego w latach 1960–1964. W wyniku wykupów lub przymusowych wywłaszczeń hale oraz ich lasy serwitutowe włączone zostały w obszar Tatrzańskiego Parku Narodowego. Wszystkie hale znajdujące się na jego obszarze zostały wyłączone z pasterstwa i przestały istnieć jako odrębne jednostki terytorialne.
Istniejący jeszcze wypas kulturowy jest ograniczony ścisłymi regulacjami i odbywa się tylko na niektórych polanach. Nazwy hal, dawniej będących jedną z podstaw ekonomicznego bytu ludności podhalańskiej, są już tylko historyczne. Wywarły one jednak duży wpływ na nazewnictwo geograficzne – od nazw hal pochodzi wiele nazw dolin, upłazów, sąsiednich szczytów i innych. Na opuszczonych przez pasterzy halach i polanach następuje naturalna sukcesja ekologiczna. W jej wyniku ostatecznie zarastają one właściwymi dla danego piętra roślinności zespołami roślinnymi: lasem lub kosodrzewiną, bezleśne pozostają tylko obszary powyżej naturalnego pionowego zasięgu kosodrzewiny i bardzo strome turnie. Widać to wyraźnie w wielu miejscach, np. na Ornaku, którego trawiaste dawniej zbocza przerośnięte są już od dołu zwartymi, górą oddzielnymi, ale coraz liczniejszymi płatami kosodrzewiny, sięgającymi prawie pod szczyty. Z dna Doliny Starorobociańskiej i Pyszniańskiej wspina się coraz wyżej las świerkowy. Pozytywnym skutkiem zniesienia pasterstwa jest zahamowanie erozji zboczy, odnawianie się lasu i kosodrzewiny oraz większa ochrona dzikich zwierząt. Negatywną konsekwencją jest utrata atrakcyjności turystycznej (widokowe polany i halizny zarasta las) i zmniejszanie się różnorodności biologicznej – bogata gatunkowo roślinność hal zostaje wyparta przez kosówkę i las. Na podstawie badań stwierdza się, że w okresie 1955–2004 nastąpiło zmniejszenie się powierzchni polan o ponad 46% względem powierzchni początkowej.
W celu zachowania różnorodności biologicznej TPN podejmuje aktywne formy przeciwdziałania zarastaniu obszarów nieleśnych obejmujące tereny dawnych hal. Objęte nimi są tylko polany, łąki i pola uprawne, łącznie ok. 350 ha znajduje się w strefie ochrony czynnej parku. To tylko niewielka część dawnych hal. Halizny pozostawione są swojemu losowi. Na polanach podejmowane są takie zabiegi, jak: usuwanie pojawiających się zadrzewień, koszenie i wypas oraz nawożenie organiczne (m.in. w wyniku koszarowania owiec). Mający wielowiekową tradycję wypas owiec i krów uznany został za najbardziej skuteczną i przyjazną środowisku formę ochrony polan, równocześnie umożliwia też kontynuację tradycji pasterskich regionu. Według danych TPN z 2008 roku w ostatnich latach wypasa się w Tatrach łącznie 1000–1250 owiec i krów na obszarze ponad 150 ha. Na ok. 60 ha polan usuwa się zadrzewienia. Wchodzące w skład hali lasy objęte są odrębnym programem ochrony ekosystemów leśnych. Część szałasów pasterskich została odnowiona.

## Hale w polskich Tatrach
(stan z lat 1840–1960)
| Część Tatr                                                          | Nazwa hali |
| ------------------------------------------------------------------- | --- |
| Dolina Chochołowska                                                 | Hala Kryta, Hala Jaworzyna pod Furkaską, Hala Trzydniówka, Hala Jarząbcza, Hala Stara Robota, Hala Iwanówka, Hala Kominy Dudowe, Hala Huty |
| Dolina Lejowa i Kościeliskie Kopki                                  | Hala Lejowa, Hala Kominy Tylkowe, Hala Kopka                                                                                               |
| Dolina Kościeliska                                                  | Hala Stoły, Hala Pisana, Hala Smytnia, Hala Pyszna, Hala Ornak, Hala Smreczyny, Hala Tomanowa, Hala Upłaz, Hala Miętusia                   |
| Dolina Małej Łąki                                                   | Hala Mała Łąka |
| Pod Giewontem                                                       | Hala Giewont (zbiorowa, obejmująca Halę Strążyską, Halę Białe i Halę Kalatówki)                                                            |
| Dolina Bystrej (oprócz Hali Kalatówki)                              | Hala Kondratowa, Hala Goryczkowa, Hala Kasprowa, Hala Jaworzynka                                                                           |
| Dolina Suchej Wody                                                  | Hala Królowa, Hala Gąsienicowa, Hala Pańszczyca                                                                                            |
| Pomiędzy Doliną Bystrej a Doliną Suchej Wody (oprócz Hali Królowej) | Hala Skupniowa, Hala Olczysko, Hala Kopieniec, Hala Toporowa                                                                               |
| Kopy Sołtysie i Gęsia Szyja                                         | Hala Kopy Sołtysie, Hala Filipka, Hala Jaworzyna Rusinowa                                                                                  |
| Dolina Białki                                                       | Hala Waksmundzka, Hala Wołoszyńska, Hala Roztoka, Hala Pięć Stawów, Hala Morskie Oko, Hala za Mnichem                                      |